# Демократична платформа
Демократична платформа (скор. — Демплатформа, ДП) — течія в КПРС і КПУ, створена в грудні 1989 року на основі партклубів, неформальних організацій, що об'єднували членів КПРС, які виступали на підтримку перебудови і М. Горбачова. До Координаційної ради нової організації увійшло близько 50 осіб, серед них такі відомі діячі як лідери Міжрегіональної депутатської групи (МДГ) Ю. Афанасьєв і Борис Єльцин, Т. Гдлян, Н. Іванов, Н. Травкін, Ігор Чубайс і В. Шостаківський, ректор Московської вищої партійної школи. Навесні 1990 року за власними оцінками Демплатформа налічувала близько 60 тис. чоловік, головним чином з числа інтелігенції, наукових співробітників та інженерно-технічних працівників.
В Україні чисельність Демплатформи була близько 3 тис. чоловік.
Спочатку Демплатформа виступала за радикальну демократизацію КПРС, розраховуючи з часом перетворити її в сучасну соціал-демократичну партію західного типу. Але в умовах поглиблень протиріч між прихильниками радикальних реформ і консервативним керівництвом СРСР, дедалі більше число прихильників радикального реформування КПРС приходили до висновку про неминучість розриву з консервативною частиною партії. 18-19 березня 1990 року в Блакитному залі Московської вищої партійної школи пройшло засідання координаційної ради Демократичної платформи, на якому було оголошено про готовність створити нову політичну партію на базі Демплатформи і МДГ. У зв'язку з цим на травень було заплановано проведення всесоюзної конференції про доцільність подальшого перебування ДП в КПРС. При цьому було вирішено, що члени Демократичної платформи можуть брати участь у висуванні делегатів на XXVIII з'їзд партії.
Після XXVIII з'їзду КПРС і створення Комуністичної партії РСФСР, в керівництві якої домінували консервативні сили на чолі з І. Полозкова, вихід Демплатформи і утворення на її базі самостійної партії став неминучим. 17-18 листопада 1990 російські члени Демплатформи провели в Москві Установчий з'їзд Республіканської партії Російської Федерації (РПРФ).
1—2 грудня українські члени Демплатформи заснували Партію демократичного відродження України.